# Kenea Iadeta
Kenea Iadeta (în oromoană Qana'aa Yaadataa; în gî'îz ቀነዓ ያደታ; n.  ?, Derg⁠(d), Etiopia) este un politician etiopian care este actualul ministru al Apărării Naționale.